# Bergers braqueurs de Venzolasca
Les Bergers braqueurs ou Clan Federici, sont une organisation criminelle familiale originaire de Venzolasca en Haute-Corse dont les activités s'étendraient à travers toute la France. Ils sont impliqués dans des affaires de racket et extorsion, cambriolage de banque, organisation de jeux d'argent clandestins, fraude fiscale, faux et usage de faux et blanchiment d'argent en bande organisée. Certains de leurs membres présumés ont été condamnés pour assassinat. Adeptes des règlements de compte, ils « sont réputés pour leurs actions sanguinaires et le goût pour les signes extérieurs de richesse » selon un haut magistrat spécialisé. Ils ont également des activités légales, investissant notamment dans le domaine de l'immobilier et du fret aérien,.

## Étymologie
Le surnom de "Bergers braqueurs" provient de leur chef présumé, Ange-Toussaint Federici, un ex-berger qui a fait fortune grâce au cambriolage de banques du sud-ouest de la France dans les années 1990. Selon les magistrats du pôle marseillais spécialisé dans la criminalité organisée, c'est aussi ce qui lui a permis de s'imposer au sein du banditisme corse.

## Historique
Ange-Toussaint Federici est condamné à 20 ans de prison pour ses cambriolages des années 1990 puis retourne en Corse en 2003 après sa libération. Il achète alors des sociétés et replonge dans le crime. Trois ans plus tard, il est condamné à trente ans de réclusion criminelle (dont vingt de sureté) pour le triple assassinat de la "Tuerie des Marronniers", dont celui de Farid Berrahma, le 4 avril 2006 à Marseille, en réponse à l'assassinat de Roch Colombani le 23 mars et des conflits d'implantation de machines à sous autour de l’Étang de Berre. En 2014, trois autres personnes seront condamnées pour avoir aidé son évacuation alors qu'il s'était grièvement blessé au genou dans la fusillade.
Pierre-Jules Federici — fils cadet d'Ange-Toussaint Federici — prend la direction des activités après la mort du fils aîné, décédé d'un accident de moto en 2010. Pierre-Jules est cependant condamné en avril 2018 par le tribunal correctionnel de Marseille pour abus de biens sociaux à 18 mois de prison avec sursis, reconnu coupable d’emploi fictif au sein de leur société de fret aérien Casinc’Air, qu'ils possèdent depuis 2005.
Jean-François Federici — fils benjamin d'Ange-Toussaint Federici — fiché au grand banditisme et en cavale de 2012 à 2016, est condamné en décembre 2014 à 30 ans de réclusion pour avoir participé au double assassinat des deux cousins François-Antoine Mattei, 63 ans, et Jean-Baptiste Mattei, 43 ans, en février 2011 à Aix-en-Provence, dans l'affrontement entre les familles Mattei et Costa en Haute-Corse.
Le 29 mai 2020, onze personnes, dont Jean-François Federici, sont renvoyées devant le tribunal correctionnel dans l'affaire du Cercle Cadet (ancien Cercle Concorde), cercle de jeux parisien. Déjà mis en examen le 16 Novembre 2017, lui et deux de ses proches sont « soupçonnés d'avoir récupéré de fortes sommes d'argent en liquide issues du détournement de recettes ». Le gérant, Serge Kasparian, a déclaré aux enquêteurs qu'il avait été racketté entre 2012 et 2014 d'environ 120 000 euros par mois.
Le 30 avril 2024, le procureur de la république de Marseille annonce qu'un total de 19 personnes ont été placées en garde à vue en une semaine dans le cadre d'une enquête ciblant des proches suspectés des Bergers braqueurs au sujet d'une « prise de contrôle d'un village de vacances » en Casinca, sur la façade maritime de Venzolasca. Cette opération aurait permis d'effectuer des extorsions, du travail dissimulé et du blanchiment d'argent. 520 000 euros et un véhicule ont été saisis par les forces de l'ordre.
Le Service d'information, de renseignement et d'analyse stratégique sur la criminalité organisée indique que les Bergers braqueurs réalisent du racket de restaurants en vogue dans les régions de Marseille et Aix-en-Provence.

## Liens connus
Le frère de Ange-Toussaint Federici, Balthazar Federici, est maire de Venzolasca.
Selon une écoute policière du 12 novembre 2015, Dominique Viola, alias « Mimi », bras droit de Paul Giacobbi, alors président (PRG) de la collectivité territoriale de Corse et député de Haute-Corse, les a sollicités pour l'aider à remplir des salles de réunion électorale lors des élections de décembre 2015. Dominique Viola lui demande de contacter pour cela des amis politiques, en particulier à la mairie de Bastia.
Plusieurs écoutes d'Ange-Toussaint Federici entre le 7 novembre 2015 et le 19 juillet 2016 montrent son souhait de tisser des liens avec Patrick Rocca, président du Groupe Rocca et premier employeur de Corse. Pierre-Jules Federici l'a ainsi démarché pour l'inciter à installer un magasin Decathlon sur l'un de leurs terrains au sud de Bastia. Cependant, le 26 décembre 2016, une altercation a eu lieu entre David Costa-Dolesi, membre des Bergers braqueurs, et Patrick Rocca, dans le bureau de ce dernier. Pour ce fait, David Costa-Dolesi a été arrêté et condamné en février 2017 à dix-huit mois de prison.